# آندری باگار
آندری باگار (Krajové divadlo Nitra; ۲۹ اکتبر ۱۹۰۰ – ۳۱ ژوئیهٔ ۱۹۶۶) بازیگر اهل کشور چکسلواکی بود. او بین سال‌های ۱۹۳۵ و ۱۹۶۵ در ۱۶ فیلم ظاهر شد. تئاتر نیترا که قبلاً با نام کرایوو دیوادلو نیترا شناخته می‌شد، نام او را گرفت و در سال ۱۹۷۹ به تئاتر آندری باگار تبدیل شد.